# Женски рај
Женски рај (итал. Il paradiso delle signore) је италијанска драмска телевизијска серија која се емитује на каналу RAI. Серија се фокусира на животе власника и радника робне куће у Милану. У Србији серија се премијерно емитује од 12. новембра 2019. на каналу РТС 2.